# Pfarrkirche St. Martin (Düdelingen)

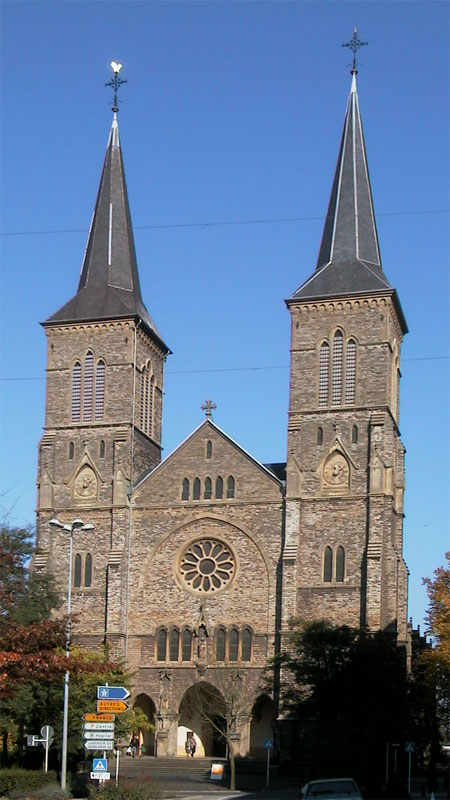
Pfarrkirche St. Martin in Dudelange

Die Pfarrkirche St. Martin in Düdelingen im Großherzogtum Luxemburg ist eine katholische Kirche, die 1904 erbaut wurde.

## Geschichte
Am 21. Mai 1894 wurde der Grundstein der Kirche von Generalvikar Jean Bernard Krier gelegt und der Bau der Kirche nach Plänen von Henri-Alphonse Kemp im neogotischen Stil begonnen. 10 Jahre später, am 11. Juni 1904 konnte sie von Bischof Jean Joseph Koppes geweiht werden. 1924 bis 1927 wurde sie teilweise von dem Benediktiner Notker Becker ausgemalt.

## Architektur
Das Kirchenschiff ist innen 59,60 m lang und 23,50 m breit, außen betragen die Maße 63,50 und 26,80 m. Die nach Südwesten ausgerichtete Fassade wird von zwei Türmen mit spitzen hohen Dächern flankiert.

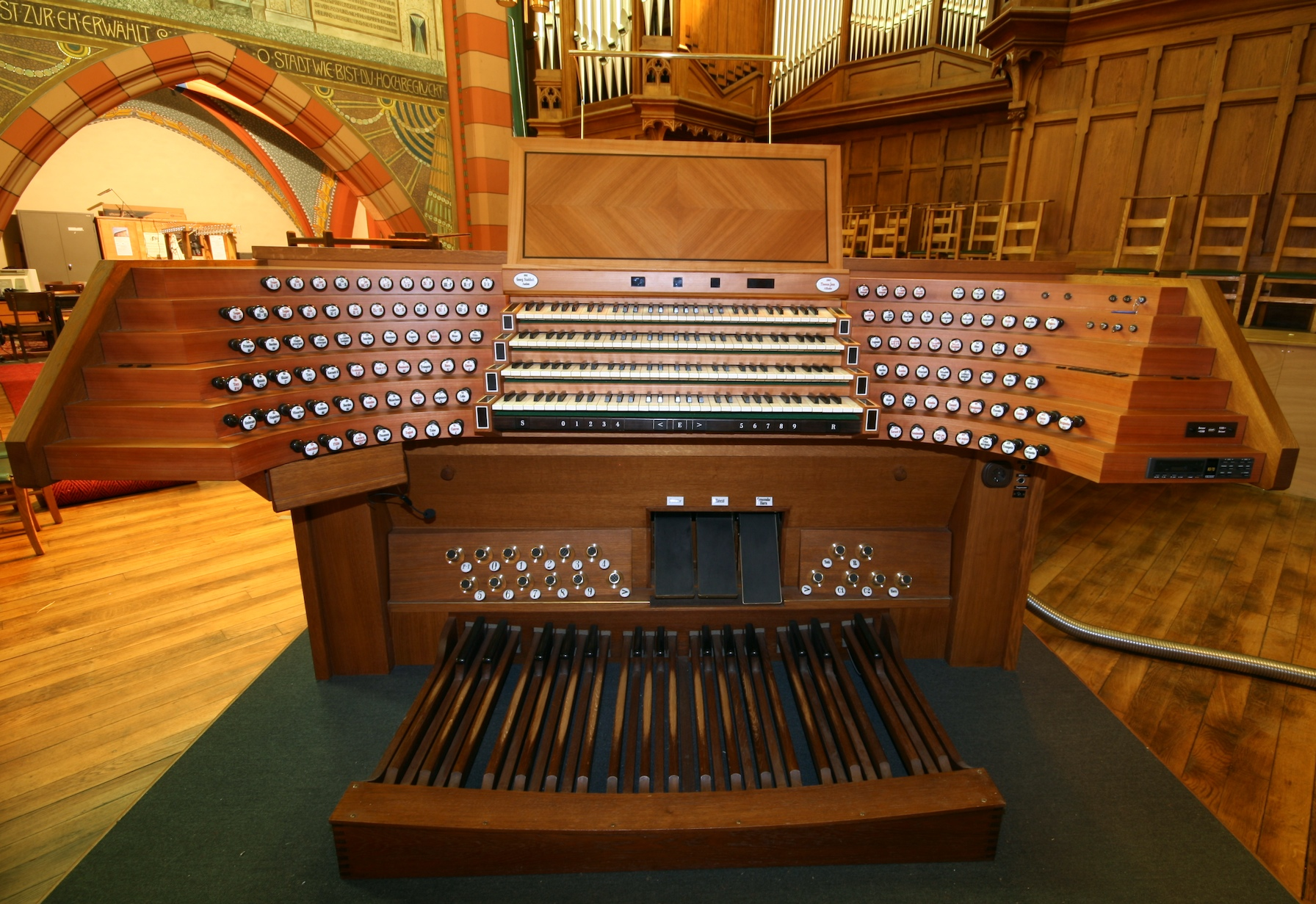
Spieltisch der Orgel

## Innenausstattung
Im Chor der Kirche sind drei Fenster von Joseph und Émile Probst zu sehen. Auf ihnen sind Johannes der Täufer, der Hl. Martin und die Hl. Barbara dargestellt.
Der Kreuzweg wurde von Dominique Lang geschaffen.

Die Firma Stahlhuth erbaute 1912 eine Orgel, die 2002 von der Firma Thomas Jann restauriert und erweitert wurde 

## Film
- Claude Lahr: Les maîtres du vent, Luxemburg 2006.